# Психопатия (синдром)
Психопа́тия (от др.-греч. ψυχή «дух; душа; сознание; характер» + от πάθος «страдание; боль; болезнь») — психопатологический синдром, проявляющийся в виде сочетания таких черт, как отсутствие эмпатии по отношению к окружающим, сниженная способность к состраданию, неспособность к искреннему раскаянию в причинении вреда другим людям, лживость, эгоцентричность и поверхностность эмоциональных реакций. В отличие от социопатии, психопатия развивается с рождения (генетически), а не под влиянием окружающих факторов.
Субклиническая психопатия, наряду с макиавеллизмом и субклиническим нарциссизмом, входит в тёмную триаду «дурных характеров», которым свойственны бессердечие и манипулятивность. Психопатия является гетерогенным синдромом, который, согласно триединой модели представляет собой комбинацию следующих фенотипических доменов: «расторможенность», «смелость» и «наглость».
Для оценки возможного наличия психопатии используют оценочный лист психопатии. 
Психопатия не входит в перечень официальных психиатрических диагнозов МКБ-10, однако в американском DSM-5 указано, что психопатия и социопатия являются синонимами антисоциального (диссоциального) расстройства личности. Согласно альтернативной модели DSM-5 (Section III), психопатия может проявиться как особый вариант антисоциального расстройства личности; однако, в целом, психопатия не эквивалентна этому расстройству, в том числе и на нейробиологическом уровне.

## Развитие
Психопатия может начать развиваться в детском возрасте в виде черт бессердечие-неэмоциональность; по сравнению со взрослой, детская психопатия лучше поддаётся лечению. Встречаемость психопатии составляет примерно 4,5 % у населения в целом и 15—25 % в криминальной среде; кроме того, около 10 % населения, не будучи клиническими психопатами, проявляют психопатические черты, причиняя вред окружающим.
Использование понятия «психопатия» в судебной психиатрии сопряжено с повышенной вероятностью постановки подсудимому, не являющемуся психопатом, ошибочного диагноза «психопат», из-за чего ему могут вынести более суровый и менее справедливый приговор. Тем не менее теоретическое и практическое изучение психопатии является важным для системы правосудия — криминальные психопаты более других преступников склонны к садизму и рецидивизму, искусно лгут и перехватывают инициативу во время допросов, могут представлять особую опасность для жизни сотрудников правоохранительных органов.

## Современное понимание
Большинство образов психопатов, создаваемых в кинематографе — нереалистичны; однако, по мере роста понимания психопатии, соответствие таких образов научным наблюдениям возрастает, что представляет ценность для дидактики.
И. М. Балинский впервые описал и обосновал психопатию в качестве особой клинической формы. Современные представления о психопатии были впервые сформулированы в 1941 году психиатром Херви Клекли; интерес к изучению психопатии со стороны научного сообщества резко возрос после появления в 1991 году психодиагностического инструмента PCL-R. Этиология психопатии, помимо социальной компоненты, включает и нейробиологическую дисфункцию, из-за которой психопат не способен к эмпатии и глубокому переживанию сложных эмоций (таких как привязанность, вина и радость); несмотря на это, психопат может выглядеть «чарующе», благодаря развитой способности к правдоподобной имитации эмоций характера, ошибочно принимаемым окружающими за лидерские качества, что в долгосрочной перспективе может причинить вред коллективу.

### Половые различия
Согласно результатам масштабных исследований, проведённых в США в 80-е годы 20 века, психопатия была выявлена у 5 % мужчин и 1 % женщин. Преобладание среди психопатов мужчин подтверждают и данные исследований поведения преступников. Однако среди специалистов распространена и иная точка зрения — масштабы женской психопатии недооценены. Для женщин характерно иное проявление психопатии, в частности, она может проявляться менее явно и происходить в виде психологического, а не физического насилия.

### Признаки психопатии
Канадский психиатр Роберт Д. Хаэр, много лет проработав судебным психиатром, разработал «Контрольный перечень признаков психопатии» (англ. PCL) с 20 признаками:
1. Поверхностный шарм, неглубокое обаяние
2. Эгоцентризм, убеждённость в собственном величии и необыкновенной значимости
3. Потребность в постоянном психическом возбуждении
4. Патологическая лживость и склонность к мошенничеству
5. Коварство, cклонность к манипуляциям
6. Отсутствие чувства вины и сожаления
7. Эмоциональная поверхностность
8. Чёрствость, отсутствие эмпатии
9. Паразитический образ жизни
10. Вспыльчивость, слабо контролируемые вспышки гнева
11. Сексуальная распущенность
12. Проблемы поведения в возрасте до 12 лет
13. Неспособность к реалистичному долгосрочному планированию
14. Импульсивность
15. Безответственная родительская позиция
16. Неоднократное вступление в брак, частая смена партнёров
17. Подростковые правонарушения в возрасте до 15 лет
18. Нарушения во время испытательного срока или освобождения
19. Безответственность в отношении к собственным действиям и поступкам
20. Наличие в анамнезе нескольких позиций из десяти: взлом, ограбление, употребление наркотиков, лишение свободы, убийство или покушение, незаконное хранение оружия, сексуальное насилие, преступная халатность, мошенничество, побег из мест лишения свободы

Для каждого признака ставят значение от 0 до 2: если признак наблюдают — 2; если он, вероятно, есть — 1; если его нет — 0. Если набирают сумму от 30 до 40, возможно, что человек действительно является психопатом и для постановки диагноза необходимо психиатрическое обследование. Некоторые специалисты считают, что сумма от 20 до 30 свидетельствует о наличии психопатических черт, но это мнение не поддерживают большинство психиатров.

## Причины
Поведенческие генетические исследования выявили потенциальные генетические и негенетические факторы, влияющие на психопатию, включая влияние на функцию мозга. Сторонники триархической модели считают, что психопатия является результатом взаимодействия генетических предрасположений и неблагоприятной среды. То, что является неблагоприятным, может отличаться в зависимости от основной предрасположенности: например, предполагается, что лица, обладающие высокой смелостью, могут плохо реагировать на наказание, но могут лучше реагировать на вознаграждения и безопасные привязанности.

### Генетика
Генетически обоснованные исследования личностных характеристик, типичных для людей с психопатией, обнаружили умеренные генетические (а также негенетические) влияния. Что касается ИЦП, то бесстрашное доминирование и импульсивная антисоциальность также находились под влиянием генетических факторов и не коррелировали друг с другом. Генетические факторы, как правило, могут влиять на развитие психопатии, в то время как факторы окружающей среды влияют на специфическое выражение преобладающих признаков. Исследование большой группы детей показало более 60 % наследственности для «коллозно-эмоциональных черт» и что проблемы поведения среди детей с этими чертами имели более высокую наследственность, чем среди детей без этих признаков.

### Окружающая среда
Из таких несчастных случаев, как несчастный случай Финеаса Гейджа, известно, что префронтальная кора играет важную роль в моральном поведении.
Исследование Фаррингтоном выборки лондонских мужчин в возрасте от 8 до 48 лет включало изучение того, какие факторы набрали 10 или более баллов на PCL:SV в возрасте 48 лет. Самыми сильными факторами были наличие осужденного родителя, физическое пренебрежение, низкое участие отца с мальчиком, низкий семейный доход и выход из разрушенной семьи. Другими важными факторами были плохой надзор, жестокое обращение, жесткая дисциплина, большой размер семьи, преступный брат или сестра, молодая мать, депрессивная мать, низкий социальный класс и плохое жилье. Существует также связь между психопатией и вредным обращением со стороны сверстников. Однако трудно определить степень воздействия окружающей среды на развитие психопатии из-за доказательств её сильной наследственности.

### Черепно-мозговая травма
Исследователи связали травмы головы с психопатией и насилием. С 1980-х годов ученые связывают черепно-мозговую травму, такую как повреждение префронтальной коры, включая орбитофронтальную кору, с психопатическим поведением и недостаточной способностью принимать морально и социально приемлемые решения, состоянием, которое было названо «приобретенной социопатией» или «псевдопсихопатией». Лица с повреждением области префронтальной коры, известной как вентромедиальная префронтальная кора, демонстрируют замечательное сходство с диагностированными психопатами, демонстрируя снижение вегетативной реакции на эмоциональные стимулы, дефицит обусловленности отвратительного, аналогичные предпочтения в принятии моральных и экономических решений. Эти эмоциональные и моральные нарушения могут быть особенно серьёзными, когда черепно-мозговая травма происходит в молодом возрасте. Дети с ранним повреждением в префронтальной коре могут никогда полностью не развить социальные или моральные рассуждения и стать «психопатическими людьми», характеризующимися высоким уровнем агрессии и антиобщественным поведением, выполняемым без вины или сочувствия к своим жертвам». Кроме того, повреждение миндалины может ухудшить способность префронтальной коры интерпретировать обратную связь от лимбической системы, что может привести к неингибированным (т.е. не подавляемым тормозными нейронами) сигналам, которые проявляются в насильственном и агрессивном поведении.

## Механизмы

### Психологический
Некоторые лабораторные исследования демонстрируют корреляцию между психопатией и нетипичными реакциями на отвратительные стимулы, включая слабую обусловленность болезненными раздражителями и плохое обучение избегать реакций, вызывающих наказание, а также низкую реактивность в вегетативной нервной системе, измеряемую проводимостью кожи в ожидании болезненного стимула, но не когда происходит стимул. Хотя утверждалось, что система вознаграждения функционирует нормально, некоторые исследования также обнаружили снижение реактивности к приятным стимулам. Согласно гипотезе модуляции ответа, психопаты также испытывали трудности с переходом от текущих действий, несмотря на экологические сигналы, сигнализируя о необходимости этого. Это может объяснить трудности с реагированием на наказание, хотя неясно, может ли это объяснить такие выводы, как неподготовка кондиционирования. Могут возникнуть методологические вопросы, касающиеся исследования. Устанавливая ряд особенностей в среднем в лингвистической и аффективной обработке при определённых условиях, эта исследовательская программа не подтвердила общую патологию психопатии.

### Неврологический
Дисфункция орбитофронтальной коры, среди прочего, вовлечена в механизм психопатии.
Благодаря продвинутым исследованиям МРТ эксперты могут визуализировать конкретные различия в мозге и аномалии людей с психопатией в областях, которые контролируют эмоции, социальные взаимодействия, этику, мораль, сожаление, импульсивность и совесть в мозге. Блэр, исследователь, который стал пионером исследования психопатических тенденций, заявил: «Что касается психопатии, у нас есть четкие указания относительно того, почему патология порождает эмоциональные и поведенческие нарушения и важные идеи нейронных систем, вовлеченных в эту патологию». Даддс и др. отмечают, что, несмотря на быстро развивающуюся нейробиологию эмпатии, мало что известно о основах развития психопатического разрыва между аффективной и когнитивной эмпатией.
Обзор 2008 года, проведенный Вебером и др., показал, что психопатия иногда ассоциируется с аномалиями мозга в префронтальных, темпоро-лимбических областях, которые, среди прочего, участвуют в эмоциональных и учебных процессах. Исследования нейровизуализации обнаружили структурные и функциональные различия между теми, кто набрали высокий и низкий уровень на PCL-R в обзоре 2011 года Skeem et al., в котором говорится, что они «в первую очередь находятся в миндалине, гиппокампе и парагиппокампальной гирах, передней и задней поясной коре, стриатуме, островке, а также лобной и височной коре».[Мета-анализ 2010 года показал, что антисоциальные, насильственные и психопатические люди снижают структурную функцию в правой орбитофронтальной коре, правой передней поясной коре и левойдорсолатеральной префронтальной коре.
Миндалины и лобные области были предложены как особенно важные.[Люди, набравшие 25 или выше в PCL-R, с соответствующей историей насильственного поведения, по-видимому, в среднем значительно снизили микроструктурную целостность между белым веществом, соединяющим миндалиту и орбитофронтальную кору (например, нецинатную фасцию). Доказательства свидетельствуют о том, что степень аномалии была в значительной степени связана со степенью психопатии и может объяснить оскорбительное поведение. Кроме того, изменения в миндалине были связаны с «коллозно-неэмоциональными» чертами у детей. Однако миндалина также была связана с положительными эмоциями, и в исследованиях в конкретных областях были получены непоследовательные результаты, которые могут быть связаны с методологическими проблемами.
Некоторые из этих выводов согласуются с другими исследованиями и теориями. Например, в исследовании нейровизуализации того, как люди с психопатией реагируют на эмоциональные слова, были показаны широко распространенные различия в моделях активации по всей височной доле, когда психопатических преступников сравнивали с «нормальными» добровольцами, что соответствует взглядам в клинической психологии. Кроме того, понятие психопатии, характеризующегося низким страхом, согласуется с выводами аномалий в миндалине, поскольку считается, что дефицит отверзной обусловленности и инструментального обучения является результатом дисфункции миндалины, потенциально усугубленной дисфункцией орбитофронтальной коры, хотя конкретные причины неизвестны.
Значительные исследования задокументировали наличие двух подтипов первичной и вторичной психопатии. Сторонники первично-вторичной психопатии и триархической модели утверждают, что существуют неврологические различия между этими подгруппами психопатии, которые поддерживают их взгляды. Например, утверждается, что фактор смелости в триархической модели связан со снижением активности в миндалине во время страшных или отвительных стимулов и снижением реакции испуга, в то время как фактор дезингибирования, как утверждается, связан с нарушением лобных долей. Есть доказательства того, что смелость и дезингибирование генетически различимы.

### Биохимический
Высокий уровень тестостерона в сочетании с низким уровнем кортизола и/или серотонина были теоретизированы в качестве способствующих факторов. Тестостерон «ассоциируется с поведением, связанным с подходом, чувствительностью к вознаграждению и снижением страха», а ввод тестостерона «сменяет баланс от наказания к чувствительности вознаграждения», уменьшает страх и увеличивает «реагирование на сердитые лица». Некоторые исследования показали, что высокий уровень тестостерона связан с антисоциальным и агрессивным поведением, но другие исследования показывают, что тестостерон сам по себе не вызывает агрессию, а увеличивает поиск доминирования. Из исследований неясно, коррелирует ли психопатия с высоким уровнем тестостерона, но несколько исследований показали, что нарушение нейротрансмиссии серотонина нарушает реактивность кортизола для вызывающей стресс речевой задачи. Таким образом, дисрегуляция серотонина в головном мозге может способствовать низкому уровню кортизола, наблюдаемому при психопатии. Кортизол повышает абстинентное поведение и чувствительность к наказанию и отвратительной обусловленности, которые аномально низки у людей с психопатией и могут лежать в основе их обучения нарушенному отвращению и дезингибированному поведению. Высокий уровень тестостерона в сочетании с низким уровнем серотонина связаны с «импульсивными и очень негативными реакциями» и могут усилить сильную агрессию, когда человек спровоцирован или разочарован. В нескольких исследованиях на животных отмечается роль серотонинергического функционирования в импульсивной агрессии и антиобщественном поведении.
Однако некоторые исследования по животным и людям показали, что эмоционально-межличностные черты и хищническая агрессия психопатии, в отличие от импульсивной и реактивной агрессии, связаны с повышенным серотонинергическим функционированием. Исследование Долана и Андерсона относительно взаимосвязи между серотонином и психопатическими признаками в выборке лиц с нарушениями личности, показало, что серотонин, функционирующий как измеряется пролактиновым ответом, хотя и обратно связан с импульсивными и антисоциальными чертами, положительно коррелирует с высокомерными и обманчивыми чертами и, в меньшей степени, бессердечными и безжалостными чертами. Барыш Йилдырым предполагает, что «длинный» аллель 5-HTTLPR, который обычно рассматривается как защита от внутренних расстройств, может взаимодействовать с другими серотонинергическими генами для создания гиперрегуляции и ослабления аффективных процессов, что приводит к эмоциональным нарушениям психопатии.[Кроме того, было обнаружено, что сочетание длинного аллеля 5-HTTLPR и высокого уровня тестостерона приводит к снижению реакции на угрозу, измеряемую реактивностью кортизола, которая отражает дефицит страха, обнаруженный у людей с психопатией.
Исследования показали другие корреляции. Психопатия была связана в двух исследованиях с повышенным соотношением HVA (дофаминовый метаболит) к 5-HIAA (метаболит серотонина). Исследования показали, что люди с чертами, отвечающими критериям психопатии, демонстрируют большую реакцию дофамина на потенциальные «вознаграждения», такие как денежные обещания или прием наркотиков, таких как амфетамины. Теоретически это связано с повышенной импульсивностью.[Британское исследование 2010 года показало, что большое соотношение цифр 2D:4D, что свидетельствует о высоком пренатальном воздействии эстрогена, было «положительной корреляционной корреляцией» психопатии у женщин и положительной корреляциям бессердечного аффекта (подшкала психопатии) у мужчин.
Результаты также показали, что моноаминоксидаза А сказывается на прогностической ценности опросника PCL-R. Результаты свидетельствуют о том, что необходимы дальнейшие исследования в этой области.